# 何佩珊 (香港)
何佩珊是香港財經新聞女主持，2021年出道，曾任Now TV和香港有線電視財經新聞主持，之後轉職無綫電視，現為財經組記者，任職智富360或者交易現場的編輯，最經典是同訪問方力申，突然上了娛樂新聞。